# Liste der gefallenen Adeligen auf Habsburger Seite in der Schlacht bei Sempach/W

## W
| Geschlecht                  | Vorname(n) | Einheitsname                         | Stammsitz                | abweichende Schreibweisen | Quelle(n) | Anmerkungen | Wappen |
| --------------------------- | --- | ------------------------------------ | ------------------------ | --- | --- | --- | ------ |
| Waissegk                    | | siehe Egkrecht                       |                          | | | |        |
| Waffeler; Waffler           | | siehe Hattstatt                      |                          | | | |        |
| Wagenhausen                 | Chuntz, Kunrad | Kunrad von Wagenhausen (von Eschenz) | Neuenburg                | Wagrshaym | • Oesterreichische Verlustliste, 1488 • Erzählungen aus der Schweizer Geschichte | "Item Newnburg vom Rein" Hanhart führt diesen als einen der beiden gefallenen Söhne des Hamann von Eschenz auf. |        |
| Waldburg                    | Otto Truchsess; Otto Trugses; Otto; Ott; Truchsess; Otto Truchsäs; Otto Dapifer; Othmarus Truchsaess; Ot Truogksäss                     | Otto Truchsess von Waldburg          | Waldburg (Schwaben)      | von Schwaben; Truchsäss; Truchsess; Truchsesz; Walburg; Waldpurg; Waldtburg; Wallburg; Wallpurk; Wallpurg; Walpurg; Waltburg; Waspurg | • Luzerner Chronik von Melchior Russ, 1482 • Zusätze zu Petermann Etterlins Chronik, 1531–1545 • Anonyme österreichische Chronik in Stuttgart, Handschrift 16. Jh. • Breisgauische Liederhandschrift, 1445 • Oesterreichische Chronik des Veit Arenpeck, 1488–1495 • Chronik des Oesterreichers Gregor oder Matthäus Hagen • Eydgnössisch-schweytzerischer Regiments Ehren-Spiegel • Luzerner Chronik von Melchior Russ, 1482 • Petermann Etterlin´s Chronik, Basel, 1507 • Conrad Schnitt: Wappenbuch der Baslerischen Geschlechter, 1530 • Chronik des Thomas Ebendorfer von Haselbach, ca. 1440–1463 • Johann Viler: Chronica von Keisern, Paepsten, Eidgenossenschaft und Elsass • Oesterreichische Chronik • Chronik des Benedictinerstiftes Zwettel in Österreich • Stuttgarter Annalen • Jakob Twinger von Königshofen, Stiftsherr zu Straßburg • Schwäbische Chronik • Frankfurter Verlustliste • Chronik des Nicolaus Stulmann, 1407 • Thurgauer Chronik • Stadtchronik von Bern und Conrad Justingers Berner-Chroni, 1414/1420 • Oesterreichische Verlustliste, 1488 • Oesterreichische Verlustliste, ca. 1484 • Chronik des Benedictinerkosters Kremsmünster in Österreich • Klingenberger Chronik von Johann von Klingenberg • Aegidius Tschudi: Chronicon Helveticum • Liste des Christian Wurstisen, nach 1580 | "sind paner Herren und sträbherren"; "de Swewia"; "Freyherr"; "von Schwabenn"; "diss warent uss dem Schwaben landt" Wohl dessen Bruder Hans wird in einer Urkunde vom 24. März 1385 als Landvogt im Aargau, Thurgau und auf dem Schwarzwald genannt.                                                          |        |
| Waldeckh                    | | siehe Baldegg                        |                          | | | |        |
| Waldkirch                   | Stucki; Stuchy; Stucky | Stucki von Waldkirch                 | Waldkirch (Schwarzwald)? | Waltkilch; Waldkilchen; Walkylh | • Conrad Schnitt: Wappenbuch der Baslerischen Geschlechter, 1530 • Thurgauer Chronik; Oesterreichische Verlustliste, 1488 • Aegidius Tschudi: Chronicon Helveticum | |        |
| Waldner                     | Hans Bernhard; Craft; Crafft; Kraaft; Kraafft; Grat, Kraft                                                                              | Hans Bernhard Waldner                | Elsass                   | Walder; Waldern; | • Chronik des Nicolaus Stulmann, 1407 • Frankfurter Verlustliste • Breisgauische Liederhandschrift, 1445 • Oesterreichische Verlustliste, 1488 • Conrad Schnitt: Wappenbuch der Baslerischen Geschlechter, 1530 • Eydgnössisch-schweytzerischer Regiments Ehren-Spiegel • Oesterreichische Verlustliste, ca. 1484 • Thurgauer Chronik • Zusätze zu Petermann Etterlins Chronik, 1531–1545 • Aegidius Tschudi: Chronicon Helveticum> • Liste des Christian Wurstisen, nach 1580 | "genannt Grat"; "vier Waldener"; "fier" Der Edelknecht Kraft Waldner übernahm am 12. Februar 1386 eine Schuld des verstorbenen Ritters Wernlin von Hattstatt. Ob es sich dabei um ein und dieselbe Person oder eventuell einen Nachkommen des gefallenen Kraft Waldner handelt, ist nicht geklärt. "von Sulz" |        |
| Waldner                     | Claus, Cläni; Clävi | Claus Waldner                        | Elsass                   | Walder; Waldern; | • Oesterreichische Verlustliste, 1488 • Schlachtkapelle Sempach • Aegidius Tschudi: Chronicon Helveticum | "ain baschart"; "ein Bastart" |        |
| Waldner                     | Henman; Hamman; Ammann; Hanman; Herman; Hermann                                                                                         | Henman Waldner                       | Sulz?                    | | • Anonyme österreichische Chronik in Stuttgart, Handschrift 16. Jh. • Oesterreichische Verlustliste, ca. 1484 • Breisgauische Liederhandschrift, 1445 • Conrad Schnitt: Wappenbuch der Baslerischen Geschlechter, 1530 • Zusätze zu Petermann Etterlins Chronik, 1531–1545 • Frankfurter Verlustliste • Oesterreichische Verlustliste, 1488 • Thurgauer Chronik • Eydgnössisch-schweytzerischer Regiments Ehren-Spiegel • Aegidius Tschudi: Chronicon Helveticum • Liste des Christian Wurstisen, nach 1580 | In der im 19. Jahrhundert überarbeiteten Liste des Christian Wurstisen werden Hermannus und Henmannus als zwei verschiedene Personen angesehen |        |
| Wartenau                    | Jeörg; Jerge; Jorg | Jörg von Wartenau                    | Schwaben                 | Wartow; Wartowe; Warttenouw | • Zusätze zu Petermann Etterlins Chronik, 1531–1545 • Erhard von Appenwiler, Kaplan in Basel, Fortsetzung der Sächsischen Weltchronik, 1439 • Conrad Schnitt: Wappenbuch der Baslerischen Geschlechter, 1530 • Liste des Christian Wurstisen, nach 1580 | "von Schwabenn" |        |
| Wartenfels                  | unbekannt | unbekannt von Wartenfels             | Esch                     | | Petermann Etterlin´s Chronik, Basel, 1507 | einzige Nennung |        |
| Weblhaym                    | Claus | Claus von Weblhaym von Kalmar        | Colmar?                  | | Oesterreichische Verlustliste, 1488 | einzige Nennung |        |
| Wegishin?                   | Cunrat, Conradus | siehe Vegesheim                      | Neuenburg                | | | siehe Vegesheim |        |
| Wehingen                    | Rudolf; Rudolph; Ruodolff; Kalchhoff; Kacholff; Ulrich                                                                                  | Rudolf von Wehingen                  | Schwaben                 | Wähingen; Wechingen; Echingen; Waechinger; Wahingen                                                                                   | • Conrad Schnitt: Wappenbuch der Baslerischen Geschlechter, 1530 • Anonyme österreichische Chronik in Stuttgart, Handschrift 16. Jh. • Zusätze zu Petermann Etterlins Chronik, 1531–1545 • Luzerner Chronik von Melchior Russ, 1482 • Thurgauer Chronik • Eydgnössisch-schweytzerischer Regiments Ehren-Spiegel • Kleine Chronik von Klosterneuburg, 1386 • Oesterreichische Verlustliste, 1488 • Aegidius Tschudi: Chronicon Helveticum • Liste des Christian Wurstisen, nach 1580 | "diss warent uss dem Schwaben landt" |        |
| Weinsheim?                  | Gottfried | Gottfried von Weinsheim              |                          | Winßheim | Eydgnössisch-schweytzerischer Regiments Ehren-Spiegel | einzige Nennung |        |
| Weissenbach                 | Hildebrand; Hillprand; Hillprant; Hilprandus; Hiltbrand; Hildbrandus; Hiltbrant; Hilbrant; Hildtprandt; Hilprand; Hiltbrand; Hilbrandus | Hillbrand von Weissenbach            | Schwaben                 | Weyssenbach; Weyssenpach; Wisembach; Wisenbach; Wissenbach; Wyssenbach                                                                | • Eydgnössisch-schweytzerischer Regiments Ehren-Spiegel • Anonyme österreichische Chronik in Stuttgart, Handschrift 16. Jh. • Oesterreichische Verlustliste, 1488 • Oesterreichische Chronik des Veit Arenpeck, 1488–1495 • Oesterreichische Verlustliste, ca. 1484 • Chronik des Benedictinerstiftes Zwettel in Österreich; Chronik des Nicolaus Stulmann, 1407 • Thurgauer Chronik • Breisgauische Liederhandschrift, 1445 • Luzerner Chronik von Melchior Russ, 1482 • Conrad Schnitt: Wappenbuch der Baslerischen Geschlechter, 1530 • Zusätze zu Petermann Etterlins Chronik, 1531–1545 • Schwäbische Chronik • Aegidius Tschudi: Chronicon Helveticum • Liste des Christian Wurstisen, nach 1580 | "schiltig ritter und knecht"; "miles"; "diss warent uss dem Schwaben landt"; "Swewia" ; liegt in Königsfelden begraben; gemäß Schlachtkapelle stammte er aus der Etsch |        |
| Wendingen?                  | Aberly | Haug von Welteshaym                  |                          | | Oesterreichische Verlustliste, 1488 | "sein Dienner" (Purgkhart von Saltzfass); einzige Nennung |        |
| Werner                      | Johann; Hans | Johann Werner                        | Rheinfelden              | Werly | Chronik des Nicolaus Stulmann, 1407 | "der armbroster"; einzige Nennung |        |
| Wernfels; Werenfels         | | siehe Bärenfels                      |                          | | | |        |
| Wettelsheim                 | Johann; Hans, Haug | Hans von Wettelsheim zu Bercken      | Elsass                   | Welteshaym; Wettelshain; Wetteltzhin; Wettoltzhin; Wetzelheim; Wetzelhaim                                                             | • Frankfurter Verlustliste • Erhard von Appenwiler, Kaplan in Basel, Fortsetzung der Sächsischen Weltchronik, 1439 • Conrad Schnitt: Wappenbuch der Baslerischen Geschlechter, 1530 • Zusätze zu Petermann Etterlins Chronik, 1531–1545 • Eydgnössisch-schweytzerischer Regiments Ehren-Spiegel • Thurgauer Chronik; Oesterreichische Verlustliste, 1488 • Aegidius Tschudi: Chronicon Helveticum • Liste des Christian Wurstisen, nach 1580 | "ritter und knecht us dem obren Elsas"; "item die von obern Elsass" |        |
| Wiblingen                   | Hans | Hans von Wiblingen                   | Etsch                    | | • Conrad Schnitt: Wappenbuch der Baslerischen Geschlechter, 1530 • Zusätze zu Petermann Etterlins Chronik, 1531–1545 • Liste des Christian Wurstisen, nach 1580 | "Vss der Etsch:"; wohl identisch mit Hans von Wippingen |        |
| Winckel                     | Hans; Hanns | Hans im Winckel                      | Schaffhausen             | | • Chronik des Nicolaus Stulmann, 1407 • Conrad Schnitt: Wappenbuch der Baslerischen Geschlechter, 1530 • Oesterreichische Verlustliste, 1488 • Thurgauer Chronik | "Edelknecht von Schauffhusen" |        |
| Wickh                       | Walter | Walter von der Wickh                 | Etsch                    | | Oesterreichische Verlustliste, 1488 | "Die freyen"; einzige Nennung |        |
| Wiger siehe Schnewlin-Wiger | |                                      | Weyher bei Emmendingen   | Wyger; Wigerhusz; Wighaus; Wighoss; Wighus; Wigkhuss; Winhus; Wyghus; Wyghusen, Wighusz                                               | | |        |
| Wippingen                   | Hans | Hans von Wippingen                   | Etsch                    | Wippinngen | • Erhard von Appenwiler, Kaplan in Basel, Fortsetzung der Sächsischen Weltchronik, 1439 • Zusätze zu Petermann Etterlins Chronik, 1531–1545 • Conrad Schnitt: Wappenbuch der Baslerischen Geschlechter, 1530 • Liste des Christian Wurstisen, nach 1580 | "uss der Etsch" |        |
| Wisswiler                   | Hemman; Hammann; Hermannus | Hemman von Wisswiler                 | Schwarzwald              | Weisweilre; Wißweiler; Wisswiller; Wiswilr; Wiszwiler; Wysswiler, Wißwile, Wiswiler                                                   | • Eydgnössisch-schweytzerischer Regiments Ehren-Spiegel • Luzerner Chronik von Melchior Russ, 1482 • Chronik des Nicolaus Stulmann, 1407 • Conrad Schnitt: Wappenbuch der Baslerischen Geschlechter, 1530 • Thurgauer Chronik • Oesterreichische Verlustliste, ca. 1484 • Breisgauische Liederhandschrift, 1445 • Zusätze zu Petermann Etterlins Chronik, 1531–1545 • Johann Viler: Chronica von Keisern, Paepsten, Eidgenossenschaft und Elsass • Aegidius Tschudi: Chronicon Helveticum • Liste des Christian Wurstisen, nach 1580 • Conrad Justingers Berner-Chronik, 1414/1420 | "nobiles de provincia Brissgaude"; "diese warent uss Mortnow"; "von der Ritterschafft aus dem Preisgew" |        |
| Wisswiler                   | Johann, Johannes | Johann von Wisswilr                  | Schwarzwald              | Weisweilre, Wißweiler; Wisswiller; Wiswilr; Wiszwiler; Wysswiler; Wiswiler                                                            | • Eydgnössisch-schweytzerischer Regiments Ehren-Spiegel • Luzerner Chronik von Melchior Russ, 1482 • Chronik des Nicolaus Stulmann, 1407 • Conrad Schnitt: Wappenbuch der Baslerischen Geschlechter, 1530 • Thurgauer Chronik • Oesterreichische Verlustliste, ca. 1484 • Breisgauische Liederhandschrift, 1445 • Johann Viler: Chronica von Keisern, Paepsten, Eidgenossenschaft und Elsass • Schlachtkapelle Sempach • Liste des Christian Wurstisen, nach 1580 • Conrad Justingers Berner-Chronik, 1414/1420 | "nobiles de provincia Brissgaude"; "diese warent uss Mortnow"; "von der Ritterschafft aus dem Preisgew" |        |
| Witkengen?                  | Hilteprand | Hilteprand von Witkengen             | Etsch                    | | Frankfurter Verlustliste | einzige Nennung |        |
| Wittenheim                  | Henman; Hammann; Hemman; Hartman; Hanmann; Hanman; Hamman, Herman                                                                       | Henman von Wittenheim                | Elsass                   | Wiettenher; Wigersheim; Wirtenheim, Winterhin; Winttikan; Witteher; Wittenhain; Wittenhin; Wytkenhain; Witenhain                      | • Thurgauer Chronik • Conrad Schnitt: Wappenbuch der Baslerischen Geschlechter, 1530 • Luzerner Chronik von Melchior Russ, 1482 • Oesterreichische Verlustliste, 1488 • Breisgauische Liederhandschrift, 1445 • Anonyme österreichische Chronik in Stuttgart, Handschrift 16. Jh. • Oesterreichische Verlustliste, ca. 1484 • Zusätze zu Petermann Etterlins Chronik, 1531–1545 • Frankfurter Verlustliste • Klingenberg Chronik • Eydgnössisch-schweytzerischer Regiments Ehren-Spiegel • Aegidius Tschudi: Chronicon Helveticum • Liste des Christian Wurstisen, nach 1580 | "genannt Gigennagel"; "genannt Geibackl"; "genant Gigen"; "genannt Gygenael"; "diss warent von Strasburg und uss dem Elsass"; "von der Ritterschafft aus dem Elsas"; "genannt Gigelinagel Ritter" |        |
| Wittenheim                  | Ulrich; Vlrich | Ulrich von Wittenheim                | Elsass                   | Winttikan | Oesterreichische Verlustliste, 1488 | "sein prueder" (Bruder des Henman); einzige Nennung |        |
| Woller?                     | Heinrich | Heinrich Woller                      |                          | | Eydgnössisch-schweytzerischer Regiments Ehren-Spiegel | einzige Nennung |        |
| Wollsenhaym?                | Conradt | Conradt von Wollsenhaym              |                          | | Oesterreichische Verlustliste, 1488 | einzige Nennung |        |
| Wolweyl                     | | siehe Bollwiller                     |                          | | | |        |